# NGC 5612
NGC 5612 es una galaxia espiral (Sab) localizada en la dirección de la constelación de Apus. Posee una declinación de -78° 23' 16" y una ascensión recta de 14 horas, 34 minutos y 01,5 segundos.
La galaxia NGC 5612 fue descubierta el 23 de mayo de 1835 por John Herschel.